# Эбенё, Хорст
Хорст Эбенё (нем. Horst Ebenhöh; 16 мая 1930, Вена или Видень — 26 декабря 2022, Pleßberg, Цветль) — австрийский композитор.
С шести лет начал учиться игре на фортепиано. В 1943 году поступил в Венскую городскую консерваторию в класс фортепиано Роланда Раупенштрауха, затем продолжил обучение под руководством Рихарда Хаузера, с 1946 года учился в Венской академии музыки в классе фортепиано Дорис Лейшнер. Одновременно окончил географический факультет Венского университета и в 1953—1990 гг. преподавал в венских гимназиях как музыку, так и географию. После этого живёт в городке Дюрнштайн.
Наибольшую известность из произведений Эбенё получила комическая опера («музыкально-сценическая юмореска») «Пфаффенбергская ночь» (нем. Die Pfaffenberger Nacht; 1970, по рассказу Э. Краннера). Симфония Эбенё (1975) была удостоена премии города Триест. Развитое чувство ритма заставляло Эбенё много писать с использованием ударных инструментов: концерт для скрипки, струнных и ударных (1972), концерт для двойных ударных с оркестром (1976), концерт для ударных с оркестром (1991). Среди инструментальных сочинений Эбенё выделяются «Короткие истории для скрипки соло» (нем. Kurzgeschichten für Violine solo; 1985, две тетради), сонаты для альта и фортепиано (1979), для виолончели и контрабаса, для кларнета и фортепиано (обе 1981), для альта и виолончели (1983), октет (1977, струнные и духовые), струнное трио (1981).